# Шер, Михаэль
Михаэль Шер (нем. Michael Schär, род. 29 сентября 1986 в Люцерне, Швейцария) — швейцарский профессиональный шоссейный велогонщик, выступающий за команду мирового тура «CCC Team». Чемпион Швейцарии 2013 года в групповой гонке.

## Достижения
2004
Чемпионат Швейцарии
1-й  Индивидуальная гонка U19
2005
Чемпионат Швейцарии
1-й  Индивидуальная гонка U23
2006
Чемпионат Швейцарии
1-й  Индивидуальная гонка U23
10-й Тур Фландрии U23
2007
Тур Саксонии
 Молодежная классификация
2012
9-й Чемпионат Фландрии
2013
Чемпионат Швейцарии
1-й  Групповая гонка
7-й Тур Катара
2-й этап (КГ)
2014
Тур Юты
2-й этап
2015
Тур де Франс
9-й этап (КГ)
Критериум Дофине
3-й этап (КГ)
2016
2-й Тур Фьордов
10-й Тур Катара
2017
Вуэльта Валенсии
1-й этап (КГ)
2018
Тур де Франс
3-й этап (КГ)
Тиррено — Адриатико
1-й этап (КГ)
Тур Швейцарии
1-й этап (КГ)
Вуэльта Валенсии
1-й этап (КГ)
3-й Чемпионат Швейцарии в групповой гонке

## Статистика выступлений

### Гранд-туры
| Гонка           | 2009 | 2010 | 2011 | 2012 | 2013 | 2014 | 2015 | 2016 | 2017 | 2018 | 2019 |
| --------------- | ---- | ---- | ---- | ---- | ---- | ---- | ---- | ---- | ---- | ---- | ---- |
| Джиро д'Италия  | —    | 99   | —    | —    | —    | —    | —    | —    | —    | —    | —    |
| Тур де Франс    | —    | —    | 103  | 49   | НФ   | 43   | 56   | 76   | 72   | 90   | 70   |
| Вуэльта Испании | 110  | —    | —    | —    | —    | —    | —    | —    | —    | —    | —    |

| —  | Не участвовал  |
| НФ | Не финишировал |